# Rachel de Montmorency

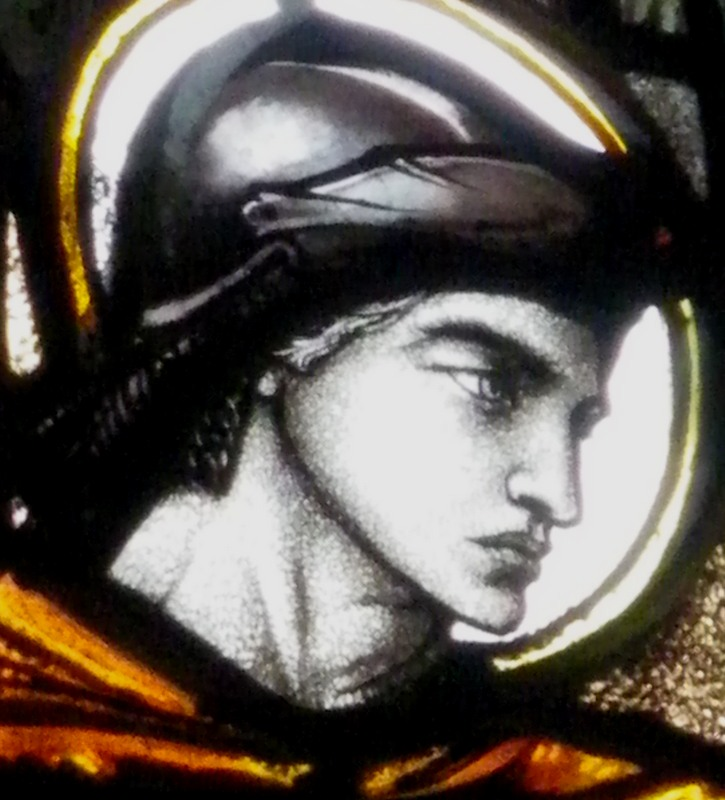
Kopf des Heiligen Georg in der Kirche St. Botolph in Cambridge, 1922

Rachel de Montmorency, geborene Rachel Marion Tancock (* 15. Juli 1891 in Rossall, Fleetwood, Lancashire; † 15. November 1961), war eine britische Glasmalerin des Arts and Crafts Movements.

## Leben
De Montmorencys Vater, der Reverend Charles Coverdale Tancock, war der Direktor der Rossall School. Er wurde Direktor der Tonbridge School in Kent und beauftragte den Glasmaler Christopher Whall mit der Gestaltung von Fenstern für die Kapelle der Schule. De Montmorency wurde eine von Whalls Schülern, nachdem sie ihre Ausbildung an der Heathfield School in Ascot abgeschlossen hatte. Sie studierte Malerei und Glasmalerei und assistierte in Whalls Atelier. 1910 assistierte sie Whall und Edward Woore bei den Fenstern der Kirche von Sorbie in Wigtownshire. Hier lernte sie auch Karl Parsons und Arnold Robinson kennen.
1914 wurde sie als Probeschülerin an der Royal Academy of Arts aufgenommen, doch als im selben Jahr der Krieg ausbrach, entschied sie sich, ihr Malereistudium zu unterbrechen und trat als Krankenschwester in das Voluntary Aid Detachment (VAD) ein, wo sie während des ganzen Ersten Weltkriegs arbeitete. Nach dem Krieg wurde sie zunächst Assistentin und dann Leiterin des Ateliers von Edward Woore am St. Peter’s Square in Hammersmith. 1925 zog Woore in ein Atelier in Putney um, und Montmorency arbeitete weiterhin mit ihm zusammen und schuf auch eigene Werke, darunter das St. Botolph’s War Memorial Window und das T. H. Mason Memorial Window in der Rottingdean School Hall.
Im Jahr 1931 heiratete sie den Künstler Miles de Montmorency (1893–1963), der mit ihr auch an Glasmalereien arbeitete. In den späten 1920er Jahren arbeitete sie an den von Reginald Gleadowe entworfenen Fenstern für die College Hall des Winchester College und führte zwei weitere Fenster nach Gleadowes Entwurf für das Cheltenham College aus. Eine Zeit lang lebten die Montmorencys in Winchester. Miles de Montmorency erbte 1959 eine Baronatswürde und wurde Sir Miles Fletcher de Montmorency, 17. Baronet.
Im Jahr 1939 vollendete sie ein dreiflügeliges Gedenkfenster für ihren Vater in der Kapelle der Tonbridge School, das die Fenster in der Kapelle von Whall, Parsons und Lilian Josephine Pocock ergänzte. Leider wurden alle Tonbridge-Fenster bei einem Brand zerstört, der die Kapelle 1988 verwüstete.
Obwohl sie in ihren späteren Jahren durch Arthritis gelähmt wurde, konnte sie noch bis wenige Tage vor ihrem Tod am 15. November 1961 arbeiten.

## Werke (Auswahl)

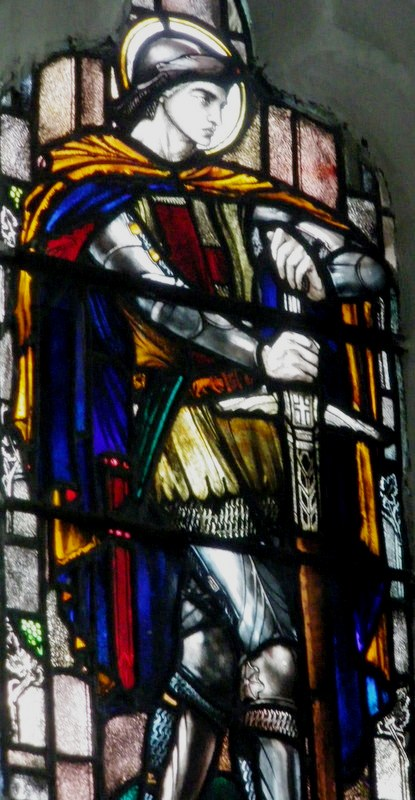
Hl. Georg in St. Botolph, Cambridge, 1922
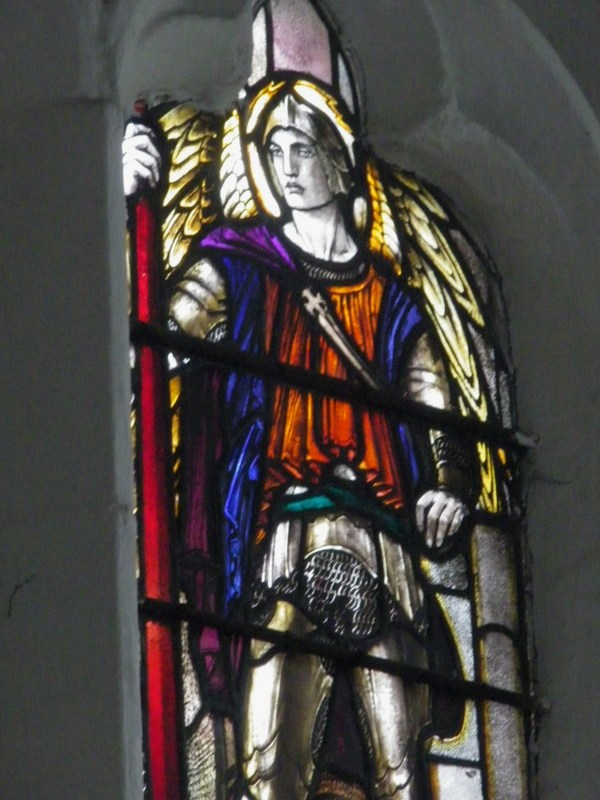
Erzengel Michael in St. Botolph, Cambridge, 1922
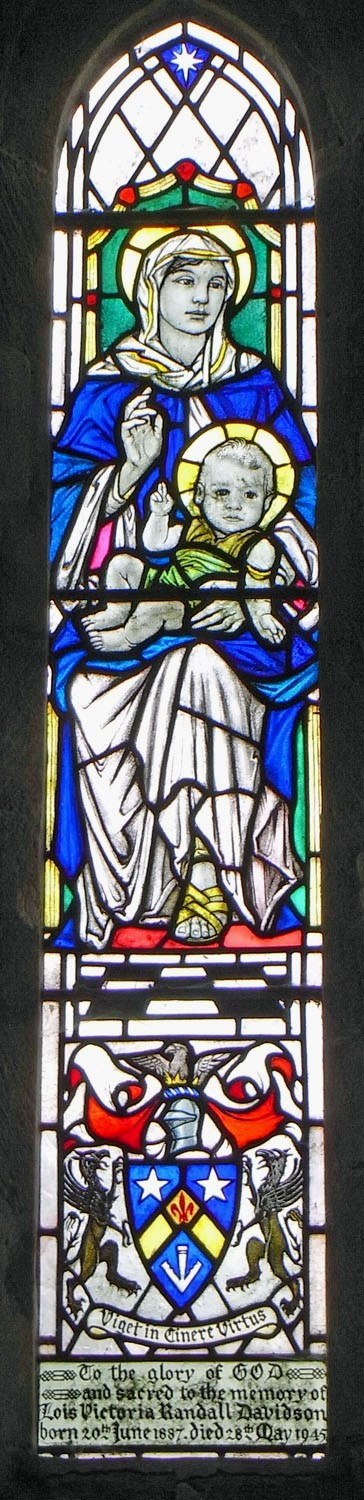
Mutter Gottes mit Kind in der Kirche St. Marien in Great Shefford, Berkshire, 1946
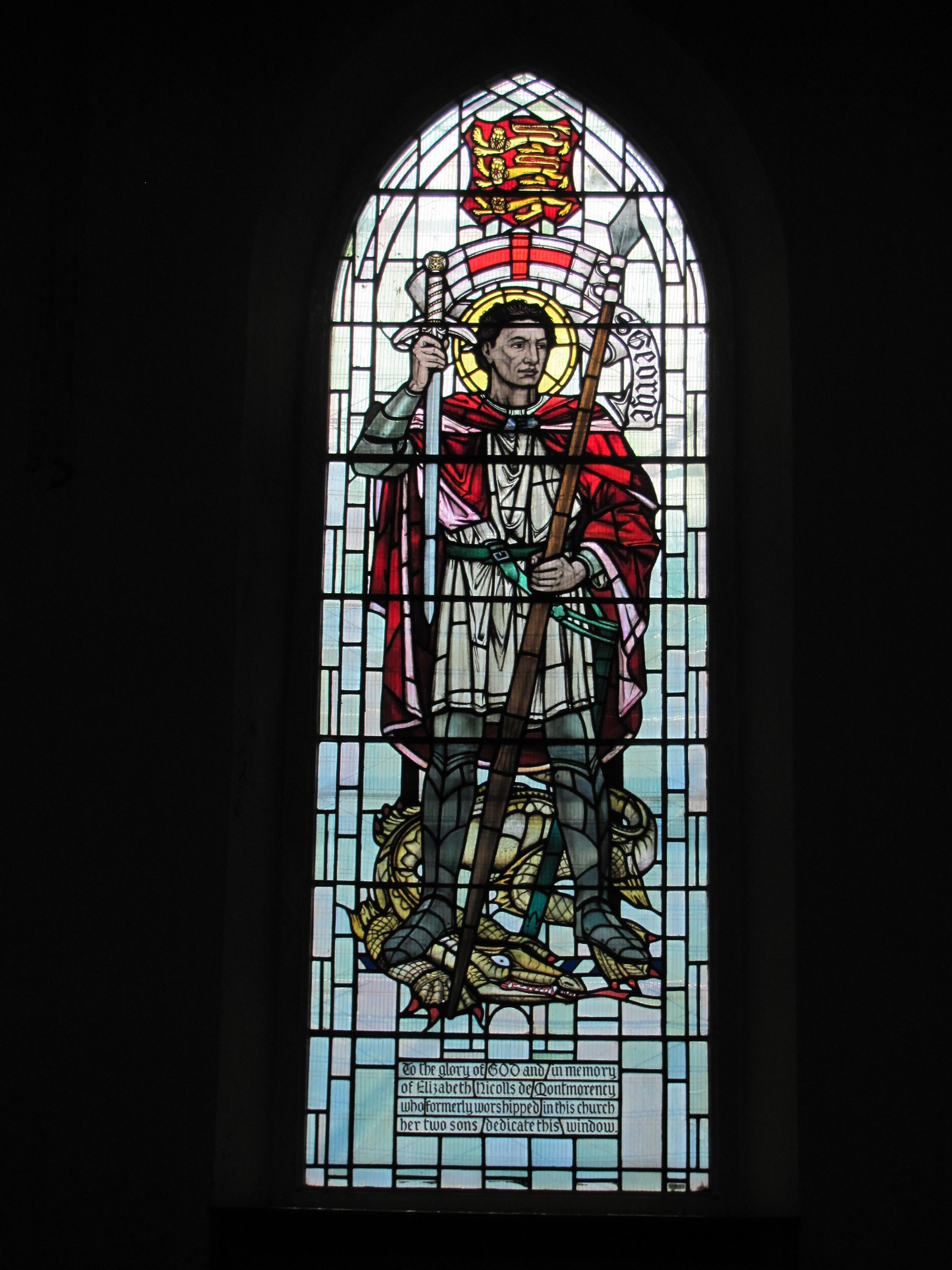
Hl. Georg, Kirche St. Johannes, Walham Green, 1946
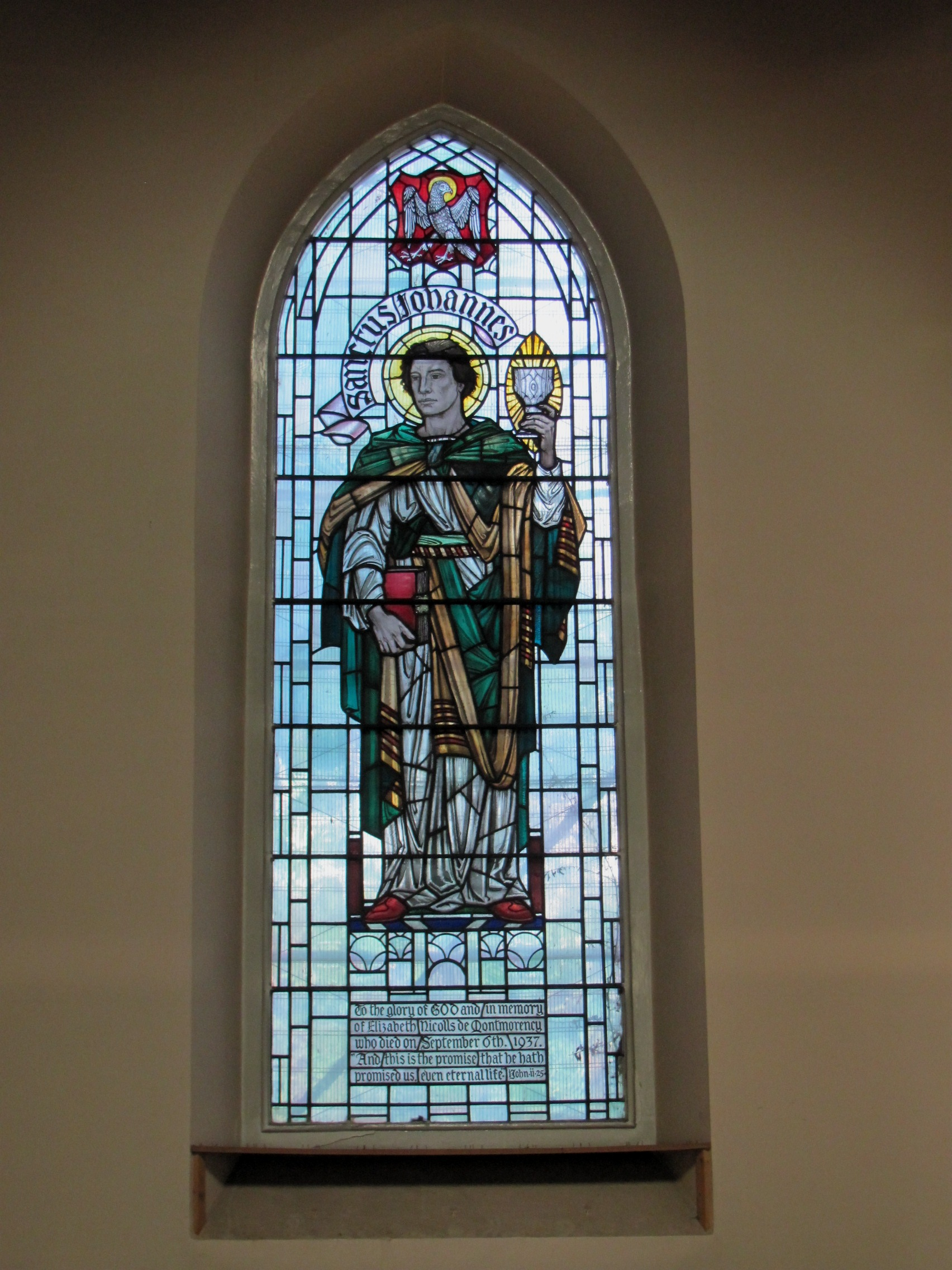
Hl. Johannes, Kirche St. Johannes, Walham Green, 1946
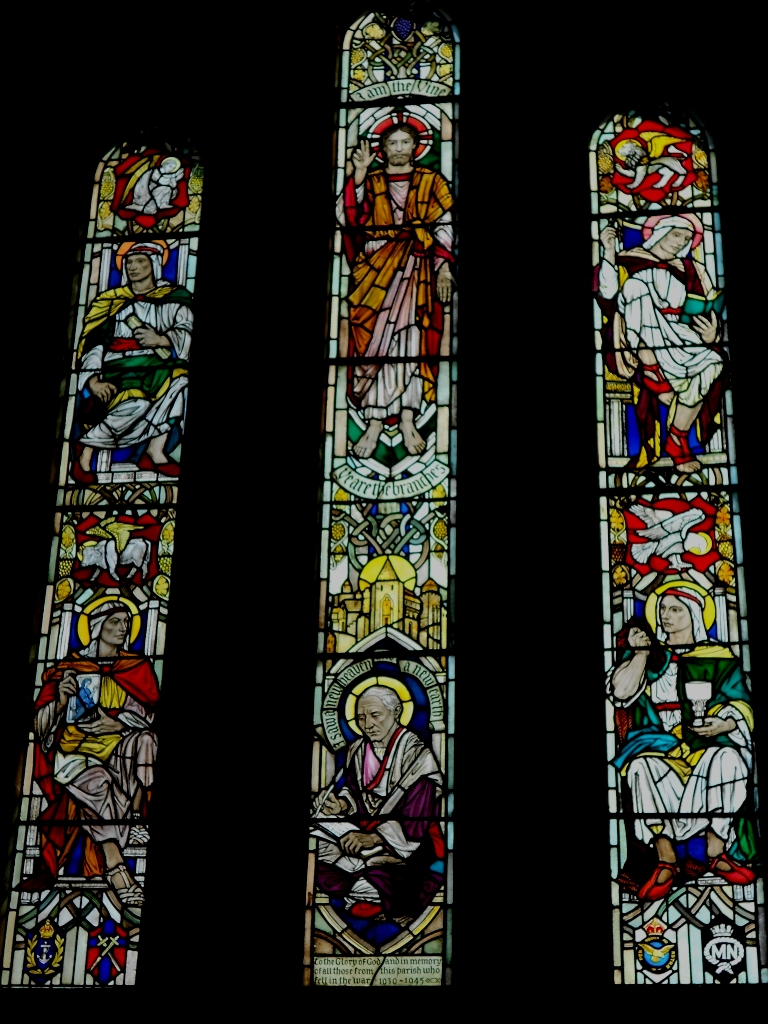
Kriegergedenkfenster in der Kirche St. Johannes Evangelist in Grays North in Thurrock, Essex, 1947
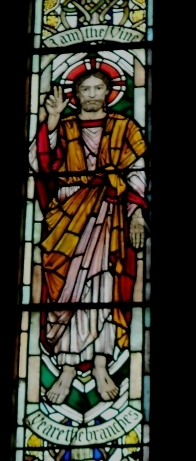
Auferstandener Christus, Detail Kriegergedenkfenster in der Kirche St. Johannes Evangelist, 1947
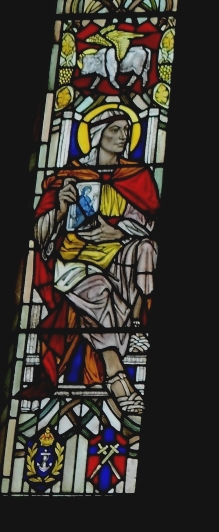
Evangelist Lukas, Detail Kriegergedenkfenster in der Kirche St. Johannes Evangelist, 1947
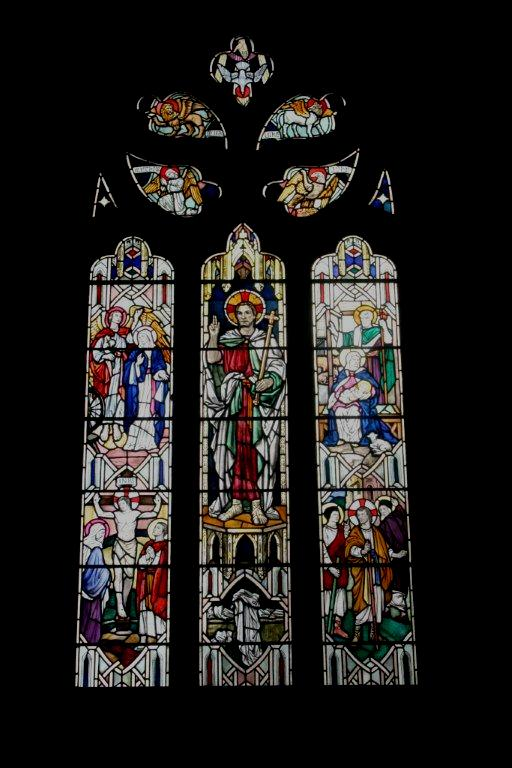
Ostfenster der Erlöserkirche auf Guernsey, 1956

Einer von Montmorencys ersten Aufträgen war 1922 ein zweiteiliges Kriegsgedenkfenster in der Südkapelle der Kirche St. Botolph in Cambridge. Ein Fenster stellt den Heiligen Georg und das andere den Erzengel Michael dar, siehe Abbildungen. Das Fenster befindet sich in einer verschlossenen Seitenkapelle und ist daher nur schwer zugänglich.
1946 erhielt Montmorency den Auftrag, für den Nordchor aus dem 12. Jahrhundert der Kirche St. Marien in Great Shefford, Berkshire, ein Fenster zu entwerfen, das eine Mutter Gottes mit Kind darstellt, siehe Abbildung.
Für die 1828 erbaute Kirche St. Johannes in Walham Green, London, schuf Montmorency 1946 ein Fenster im südlichen Seitenschiff, das den Heiligen Georg darstellt, und ein weiteres im nördlichen Seitenschiff, das den Heiligen Johannes zeigt, siehe Abbildungen. Das Ostfenster, eine Kopie von Raffaels Verklärung, wurde in den 1880er Jahren bei einem Sturm weggeweht und später ersetzt.
Das dreiteilige Ostfenster für die St. Johannes Evangelist in Grays North in Grays and Little Thurrock, Thurrock, Essex, dient als Gedenkstätte für den Zweiten Weltkrieg. Das 1947 geschaffene Fenster zeigt den auferstandenen Herrn, über dem Schreiber der Offenbarung und die Evangelisten. Es ist überliefert, dass die Gesichter der Evangelisten bewusst jugendlich gestaltet wurden, um die Jugend vieler Gefallener zu würdigen. Das Fenster zeigt die Wappen der Marine, des Heeres, der Luftwaffe und der Handelsmarine. Über und unter der Darstellung Jesu stehen die Worte „Ich bin der Weinstock und ihr seid die Reben“, siehe Abbildungen.
Montmorency schuf das Ostfenster über dem Hochaltar der Erlöserkirche auf Guernsey. Es wurde durch öffentliche Spenden finanziert und 1956 eingeweiht. Die Zeichnungen des Fensters gehörten zu den Exponaten einer Ausstellung von Glasmalereien im Building Centre in London im Jahr 1956. Das Fenster ist dreiteilig und zeigt Christus in Majestät mit Szenen aus der Verkündigung, der Geburt Christi, der Kreuzigung und dem Weg nach Emmaus, siehe Abbildung.
Für die anglikanische Pfarrkirche Heilige Dreifaltigkeit in Street, Somerset, die aus dem 14. Jahrhundert stammt, stellte Montmorency ein dreiflügeliges Ostfenster fertig, das Christus mit dem Heiligen Gildas und Dunstan sowie die Jungfrau mit dem Kind, Samuel und Johannes den Täufer zeigt. Gemeinsam mit ihrem Mann schuf Montmorency vier Fenster für die gotische Christuskirche in Mitcham, einem Außenbezirk von London. Die Arbeiten wurden 1953 und 1954 abgeschlossen. Das Ostfenster besteht aus fünf Teilen und stellt „Christus in Majestät“ dar. Das Westfenster im Süden stellt Moses dar, das im Norden Elias. Im Nordchor befindet sich ein zweiteiliges Fenster mit der Verkündigung. Schließlich wurde eine Rosette über dem Westfenster gestaltet. Ebenfalls zusammen mit ihrem Mann schuf sie 1954 in der Kirche St. Maria Magdalena in Wandsworth, London, zwei dreiteilige Fenster für das nördliche Seitenschiff West. Das eine Fenster stellt ein Lamm, Johannes den Täufer und einen Pelikan dar, das andere Maria Magdalena, die Madonna mit Kind und Simeon. 1961 erstellte sie ein zweiteiliges Fenster im nördlichen Seitenschiff der Allerheiligenkirche in Eastbourne, Sussex, das die heilige Martha und die heilige Maria Magdalena darstellt.
Die für den Narthex der Kapelle des Cheltenham College geschaffenen Fenster stellen die Wappen der zehn Schulen dar, die der Freimaurerloge der Public Schools angehören.